# Catasetum georgii
Catasetum georgii är en orkidéart som beskrevs av Rudolf Mansfeld. Catasetum georgii ingår i släktet Catasetum och familjen orkidéer. Inga underarter finns listade i Catalogue of Life.